# Erythrina mendesii
Erythrina mendesii är en ärtväxtart som beskrevs av Antonio Rocha da Torre. Erythrina mendesii ingår i släktet Erythrina och familjen ärtväxter. Inga underarter finns listade i Catalogue of Life.